# Elecciones parlamentarias de Chile de 2005
Las elecciones parlamentarias de Chile de 2005 se llevaron a cabo el 11 de diciembre de 2005, en conjunto con la elección presidencial. En esta elección se eligió la totalidad de los 120 diputados correspondientes a los 60 distritos que componen el país, y 20 senadores, correspondientes a las circunscripciones de las regiones II, IV, VI, VIII, X, XII y la Región Metropolitana de Santiago.
Según la Constitución chilena, pueden ejercer el derecho a sufragio los ciudadanos, o sea, quienes han cumplido 18 años de edad y no han sido condenados a una pena superior a 3 años de presidio (pena aflictiva). Para participar en las elecciones se requiere estar previamente inscrito en los registros electorales y presentar la cédula de identidad. Los requisitos para inscribirse son ser mayor de 18 años al día de la elección y tener nacionalidad chilena o ser extranjero residente por más de cinco años en el país (que se acredita con un certificado emitido por el respectivo gobernador provincial). El derecho a votar queda suspendido por interdicción en caso de demencia, por hallarse acusada por delito que merezca pena aflictiva o por delito por terrorismo y por sanción del Tribunal Constitucional (en conformidad al artículo 19 número 15 inciso 7.º de la Constitución).
El proceso de inscripción en los registros electorales es voluntario, pero luego de haberse inscrito, el elector está obligado a sufragar a perpetuidad y solo puede excusarse por razones de salud o por ubicarse a más de 300 kilómetros de distancia del local de votación, hecho del que puede dejarse constancia en la unidad de Carabineros de Chile más cercana. En caso de no asistir o no asumir como vocal de mesa, los electores pueden ser condenados al pago de multas.
El universo electoral habilitado para participar en estas elecciones ascendió a 8 220 897 personas.

## Sistema electoral
El sistema que regula las elecciones parlamentarias es el sistema binominal. Cada una de las listas participantes presenta hasta dos candidatos por distrito o circunscripción. En esta elección, los pactos participantes, ordenados según su posición en la cédula de votación, fueron:
- Lista A: Fuerza Regional Independiente
- Lista B: Concertación Democrática
- Lista C: Juntos Podemos Más
- Lista D: Alianza
- Lista Z: Candidatos independientes

Son elegidos los candidatos que alcancen la mayoría de los votos dentro de las dos listas más votadas. En caso de que una lista tenga el doble de votos que la lista a continuación, son elegidos los candidatos dentro de la misma lista.
Este sistema ha sido muy criticado debido a que, si bien en oportunidades anteriores la Concertación ha logrado que sus dos candidatos superen en votación a los de la Alianza, el total de éstos no ha permitido el doblaje y han sido elegidos diputados y senadores candidatos que han obtenido hasta el tercer lugar de las preferencias. Esto ha asegurado que el Congreso Nacional de Chile quede prácticamente empatado en representantes de los dos principales pactos políticos y ha impedido que otras alianzas, como el Juntos Podemos Más, tenga representantes en el Congreso.

## Eslóganes
- PAR-ANI: Nuestros partidos nacen para defender las regiones
- PDC: Chile debe crecer para todos: con trabajo
- PRSD: Te va a gustar ser Radical
- PS: Un gran equipo para Bachelet, Juntos, un gran equipo para Chile
- PPD: ¡Renuévate!, vota PPD
- PCCh: Vota libre, vota C
- PH: Vota libre, juntos podemos más
- RN: Para unir a Chile
- UDI: La esperanza popular

## Importancia de la elección
La elección renovó la totalidad de la Cámara de Diputados y a 20 de los 38 senadores. Este parlamento se mantendría durante todo el mandato del Presidente de la República elegido en conjunto (que sería finalmente Michelle Bachelet), por lo que la definición de los diputados y senadores era trascendental para la capacidad de funcionamiento del gobierno durante el período 2006-2010.
En la elección anterior, realizada en 2001, la Concertación pudo doblar en un par de distritos, pero no lo hizo en ninguna circunscripción. En la realizada en el año 1997, la Concertación logró doblar en la Región del Biobío, por lo que la elección de 2006 año fue la que definió (tras el fin de los senadores designados) si en los cuatro años siguientes existiría un Senado equiparado entre los bloques de la centro-izquierda y la derecha o si se inclinaría hacia uno de ambos bandos.
Además, la elección parlamentaria establecería la preponderancia de los sub-pactos dentro de los grandes conglomerados: la Democracia Cristiana y el Pacto Progresista (PPD, PS y PRSD) dentro de la Concertación, y Renovación Nacional y la Unión Demócrata Independiente dentro de la Alianza por Chile.

## Campaña

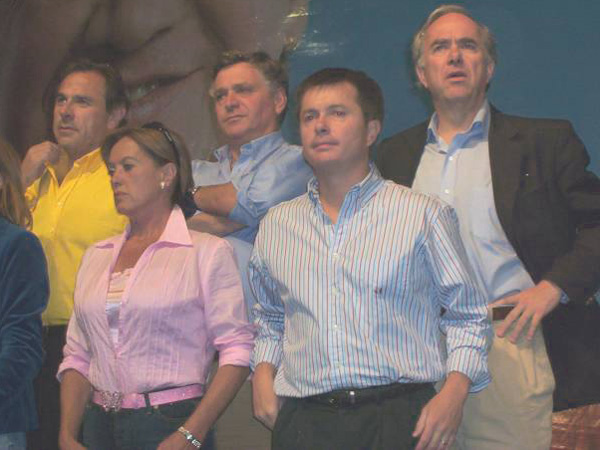
Candidatos al parlamento de la Unión Demócrata Independiente durante el cierre de campaña.

La franja electoral fue emitida por las canales de televisión desde el 11 de noviembre al 8 de diciembre, y los tiempos destinados a cada partido o candidatura fueron acordados por el Consejo Nacional de Televisión el 14 de octubre de 2005, quedando distribuidos de la siguiente forma:
| Lista / partido                        | Tiempo |
| -------------------------------------- | ------ |
| Fuerza Regional Independiente          | 0:02   |
| Alianza Nacional de los Independientes | 0:01   |
| Partido de Acción Regionalista         | 0:01   |
| Concertación Democrática               | 10:02  |
| Partido Demócrata Cristiano            | 4:09   |
| Partido por la Democracia              | 2:48   |
| Partido Radical Socialdemócrata        | 0:53   |
| Partido Socialista                     | 2:12   |
| Juntos Podemos Más                     | 1:24   |
| Partido Comunista                      | 1:09   |
| Partido Humanista                      | 0:15   |
| Alianza                                | 8:32   |
| Renovación Nacional                    | 3:01   |
| Unión Demócrata Independiente          | 5:31   |
| Candidatos independientes              | 0:01   |

## Elección de laCámara de Diputados

### Listado de candidaturas
Lista oficial de candidatos. Los candidatos en letra cursiva se presentaron a la reelección y aquellos que resultaron elegidos aparecen en una celda más oscura. Para saber a qué comunas corresponden los distintos distritos, ver División electoral de Chile.
     Doblaje de la Concertación.
     Doblaje de la Alianza.
| Dist. | Concertación Democrática | Concertación Democrática | Alianza                       | Alianza | Juntos Podemos Más       | Juntos Podemos Más | Fuerza Regional Independiente | Fuerza Regional Independiente | Independientes    |                 |
| ----- | ------------------------ | ------------------------ | ----------------------------- | ------- | ------------------------ | ------------------ | ----------------------------- | ----------------------------- | ----------------- | --------------- |
| 1[d]  | Rolando Caviedes         | DC                       | Ximena Valcarce               | RN      | Juan Riveros             | PC                 | Bernardo Olivos               | PAR                           | Nino Baltolu      |                 |
| 1[d]  | Iván Paredes             | PS                       | Rosa González                 | UDI     | Ricardo Pacheco          | PH                 | Wanda Clemente                | Ind.                          | Nino Baltolu      |                 |
| 2[d]  | Raúl Bagioli             | DC                       | Espártago Ferrari             | RN      | Pedro Cisterna           | PC                 | Marta Isasi                   | PAR                           | —                 | —               |
| 2[d]  | Fulvio Rossi             | PS                       | Julio Lagos                   | UDI     | Sara Chávez              | Ind.               | Marta Isasi                   | PAR                           | —                 | —               |
| 3[d]  | Waldo Mora               | DC                       | Raúl Salinas                  | RN      | Daniel Ramírez           | PC                 | Jorge Godoy                   | Ind.                          | —                 | —               |
| 3[d]  | Marcos Espinosa          | PRSD                     | Felipe Ward                   | UDI     | Francisco Avendaño       | PH                 | Miguel Urrelo                 | Ind.                          | —                 | —               |
| 4[d]  | Pedro Araya              | DC                       | Daniel Guevara                | Ind.    | Luis Sagredo             | PC                 | Raúl Zepeda                   | Ind.                          | —                 | —               |
| 4[d]  | Hernán Rivera L.         | Ind.                     | Manuel Rojas                  | UDI     | Pedro Luque              | PH                 | Rosa Pérez                    | Ind.                          | —                 | —               |
| 5[d]  | Erick Villegas           | DC                       | René Aedo                     | RN      | Gastón Quezada           | PC                 | Jorge Cuello                  | PAR                           | —                 | —               |
| 5[d]  | Antonio Leal             | PPD                      | Alberto Calvo                 | UDI     | Carlos Toro              | PH                 | Jorge Cuello                  | PAR                           | —                 | —               |
| 6[d]  | Jaime Mulet              | DC                       | Berta Torres                  | RN      | Isabel Irribarren        | PC                 | Cristián Tapia                | Ind.                          | —                 | —               |
| 6[d]  | Alberto Robles           | PRSD                     | José Luis Uriarte             | UDI     | Lorena Ortega            | PH                 | Cristián Tapia                | Ind.                          | —                 | —               |
| 7[d]  | Ricardo Cifuentes        | DC                       | Mario Bertolino               | RN      | Eric Campos              | PC                 | —                             | —                             | —                 | —               |
| 7[d]  | Marcelo Díaz             | PS                       | Francisco Eguiguren           | UDI     | Luis Vega                | PC                 | —                             | —                             | —                 | —               |
| 8[d]  | Patricio Walker          | DC                       | Alberto Gallardo              | RN      | Miguel Solís             | PC                 | —                             | —                             | —                 | —               |
| 8[d]  | Francisco Encina         | PS                       | Fernando Cordero              | UDI     | Mario González           | PH                 | —                             | —                             | —                 | —               |
| 9[d]  | Renán Fuentealba         | DC                       | Fernando Goncalves            | RN      | Julio Ugas               | PC                 | —                             | —                             | —                 | —               |
| 9[d]  | Adriana Muñoz            | PPD                      | Darío Molina                  | UDI     | Rubén Ruiz               | PC                 | —                             | —                             | —                 | —               |
| 10[d] | María Eugenia Mella      | DC                       | Alfonso Vargas                | RN      | Daniel Jadue             | PC                 | —                             | —                             | —                 | —               |
| 10[d] | Marco Enríquez-Ominami   | PS                       | Alfonso Ríos                  | UDI     | Jaime Romero             | PH                 | —                             | —                             | —                 | —               |
| 11[d] | Patricio Cornejo         | DC                       | Gaspar Rivas                  | RN      | Mario Méndez             | PC                 | —                             | —                             | —                 | —               |
| 11[d] | Marco Antonio Núñez      | PPD                      | Marcelo Forni                 | UDI     | Carlos Muñoz             | PH                 | —                             | —                             | —                 | —               |
| 12[d] | Humberto de la Maza      | DC                       | Amelia Herrera                | RN      | Danilo Ahumada           | PC                 | —                             | —                             | —                 | —               |
| 12[d] | Juan Bustos              | PS                       | Osvaldo Urrutia               | UDI     | Martín Ristempart        | PH                 | —                             | —                             | —                 | —               |
| 13[d] | Álex Avsolomovich        | DC                       | Joaquín Godoy                 | RN      | Óscar Aroca              | PC                 | —                             | —                             | —                 | —               |
| 13[d] | Laura Soto               | PPD                      | Luis Parot                    | UDI     | Rafael Henríquez         | PH                 | —                             | —                             | —                 | —               |
| 14[d] | Raúl Allard              | DC                       | Francisco Chahuán             | RN      | Felipe Zavala            | PC                 | —                             | —                             | —                 | —               |
| 14[d] | Rodrigo González         | PPD                      | Gonzalo Ibáñez                | UDI     | Luis Aravena             | Ind.               | —                             | —                             | —                 | —               |
| 15[d] | Osvaldo Badenier         | DC                       | Carlos Hidalgo                | Ind.    | Maximiliano Miranda      | PC                 | —                             | —                             | Sergio Velasco    |                 |
| 15[d] | Samuel Venegas           | PRSD                     | Edmundo Eluchans              | UDI     | Aníbal Reyna             | Ind.               | —                             | —                             | Sergio Velasco    |                 |
| 16[d] | Gabriel Silber           | DC                       | Peter Retamales               | RN      | Carmen Hertz             | PC                 | —                             | —                             | —                 | —               |
| 16[d] | Fanny Pollarolo          | PS                       | Patricio Melero               | UDI     | Osvaldo Toro             | PH                 | —                             | —                             | —                 | —               |
| 17[d] | Sergio Espejo            | DC                       | Karla Rubilar                 | RN      | Jorge Insunza            | PC                 | —                             | —                             | —                 | —               |
| 17[d] | María Antonieta Saa      | PPD                      | Álvaro Cruzat                 | UDI     | Juan López               | PH                 | —                             | —                             | —                 | —               |
| 18[d] | Carlos Olivares          | DC                       | Pedro Pablo Díaz              | RN      | Óscar Hernández          | PC                 | —                             | —                             | —                 | —               |
| 18[d] | Guido Girardi Brière     | PPD                      | Miguel Schweitzer             | UDI     | José Antonio Salinas     | PH                 | —                             | —                             | —                 | —               |
| 19[d] | Mauricio Castro          | DC                       | Pablo Rochet                  | RN      | Germán Llanca            | Ind.               | —                             | —                             | —                 | —               |
| 19[d] | Patricio Hales           | PPD                      | Claudia Nogueira              | UDI     | Nicolás García           | Ind.               | —                             | —                             | —                 | —               |
| 20[d] | Luis Pareto              | DC                       | Roberto Sepúlveda             | RN      | Juan Andrés Lagos        | PC                 | —                             | —                             | —                 | —               |
| 20[d] | Álvaro Escobar           | PPD                      | Mario Varela                  | UDI     | Valdemar Sanhueza        | Ind.               | —                             | —                             | —                 | —               |
| 21[d] | Jorge Burgos             | DC                       | Juan Guillermo Vivado         | RN      | Jaime Gajardo            | PC                 | —                             | —                             | —                 | —               |
| 21[d] | Patricia Silva           | PS                       | Marcela Cubillos              | UDI     | Juan Carlos Gálvez       | PH                 | —                             | —                             | —                 | —               |
| 22[d] | Ricardo Hormazábal       | DC                       | Carmen Ibáñez                 | RN      | Claudia Pascual          | PC                 | —                             | —                             | —                 | —               |
| 22[d] | Carolina Tohá            | PPD                      | Alberto Cardemil              | Ind.    | Claudia Manríquez        | PH                 | —                             | —                             | —                 | —               |
| 23[d] | Clemente Pérez           | DC                       | Cristián Monckeberg           | RN      | Antonieta Vera           | PC                 | —                             | —                             | —                 | —               |
| 23[d] | Leopoldo Sánchez         | PPD                      | Julio Dittborn                | UDI     | Carlos Padilla           | PH                 | —                             | —                             | —                 | —               |
| 24[d] | Marigen Hornkohl         | DC                       | Francisco López               | RN      | Francisco Villa          | PC                 | —                             | —                             | —                 | —               |
| 24[d] | Enrique Accorsi          | PPD                      | María Angélica Cristi         | UDI     | Susana Córdova           | PH                 | —                             | —                             | —                 | —               |
| 25[d] | Marcelo Ortiz            | DC                       | Raquel Argandoña              | RN      | Amaro Labra              | PC                 | —                             | —                             | —                 | —               |
| 25[d] | Ximena Vidal             | PPD                      | Felipe Salaberry              | UDI     | Juan Enrique Prieto      | PH                 | —                             | —                             | —                 | —               |
| 26[d] | Gonzalo Duarte           | DC                       | Miguel Navarro                | RN      | Julio Oliva              | PC                 | —                             | —                             | —                 | —               |
| 26[d] | Carlos Montes            | PS                       | Gustavo Alessandri            | UDI     | Raúl Florcita Alarcón    | PH                 | —                             | —                             | —                 | —               |
| 27[d] | Eliana Caraball          | DC                       | Carlos Contreras              | RN      | Ercides Martínez         | PC                 | —                             | —                             | —                 | —               |
| 27[d] | Tucapel Jiménez          | Ind.-PPD                 | Iván Moreira                  | UDI     | Mónica Quilodrán         | Ind.               | —                             | —                             | —                 | —               |
| 28[d] | Rodolfo Seguel           | DC                       | Julio Ibarra                  | RN      | Eduardo Contreras        | PC                 | —                             | —                             | —                 | —               |
| 28[d] | Jorge Insunza            | PPD                      | Darío Paya                    | UDI     | Claudina Núñez           | PC                 | —                             | —                             | —                 | —               |
| 29[d] | Teresa Montrone          | DC                       | Maximiano Errázuriz           | RN      | Manuel Hernández         | PC                 | —                             | —                             | —                 | —               |
| 29[d] | Isabel Allende           | PS                       | Pablo Desbordes               | UDI     | Patricio Bell            | PH                 | —                             | —                             | —                 | —               |
| 30[d] | Edgardo Riveros          | DC                       | Rosa Oyarce                   | RN      | Sergio Castro            | PC                 | —                             | —                             | —                 | —               |
| 30[d] | Ramón Farías             | PPD                      | José Antonio Kast             | UDI     | Tania Figueroa           | PH                 | —                             | —                             | —                 | —               |
| 31[d] | Francisco Puga           | DC                       | Alberto Haddad                | RN      | Marcela Mallea           | PC                 | —                             | —                             | —                 | —               |
| 31[d] | Denise Pascal            | PS                       | Gonzalo Uriarte               | UDI     | Luis Leoncio Álvarez     | PH                 | —                             | —                             | —                 | —               |
| 32[d] | Juan Ramón Godoy         | Ind.                     | Luis Díaz                     | RN      | Pedro Aravena            | PC                 | —                             | —                             | —                 | —               |
| 32[d] | Esteban Valenzuela       | PPD                      | Alejandro García-Huidobro     | UDI     | Guido Oyarzún            | PH                 | —                             | —                             | —                 | —               |
| 33[d] | Carlos Dupré             | DC                       | Félix Ortiz                   | Ind.    | Carlos Poblete           | PC                 | —                             | —                             | —                 | —               |
| 33[d] | Alejandro Sule           | PRSD                     | Eugenio Bauer                 | UDI     | Sergio Mella             | PH                 | —                             | —                             | —                 | —               |
| 34[d] | Alejandra Sepúlveda      | DC                       | Rodrigo Montt                 | Ind.    | José Figueroa            | PC                 | —                             | —                             | —                 | —               |
| 34[d] | Alba Gallardo            | PS                       | Juan Masferrer                | UDI     | José Tejo                | PH                 | —                             | —                             | —                 | —               |
| 35[d] | Juan Carlos Latorre      | DC                       | César Molfino                 | Ind.    | Patricio Martínez        | PC                 | —                             | —                             | —                 | —               |
| 35[d] | Rubén Andino             | PS                       | Ramón Barros                  | UDI     | Mauro Pantoja            | PH                 | —                             | —                             | —                 | —               |
| 36[d] | Roberto León             | DC                       | Matías Carrozzi               | RN      | Wladimir Pulgar          | PC                 | —                             | —                             | —                 | —               |
| 36[d] | Raúl Bravo               | PS                       | Sergio Correa                 | UDI     | María Eliana Astaburuaga | PH                 | —                             | —                             | —                 | —               |
| 37[d] | Christian Suárez         | DC                       | Germán Verdugo                | RN      | Edgardo Cáceres          | PC                 | —                             | —                             | —                 | —               |
| 37[d] | Sergio Aguiló            | PS                       | Pablo Prieto                  | UDI     | Óscar Vega               | IC                 | —                             | —                             | —                 | —               |
| 38[d] | Pablo Lorenzini          | DC                       | Pedro Pablo Álvarez-Salamanca | RN      | José Oróstica            | PC                 | —                             | —                             | —                 | —               |
| 38[d] | Roberto Celedón          | Ind.                     | Eduardo Prieto                | UDI     | José Oróstica            | PC                 | —                             | —                             | —                 | —               |
| 39[d] | Yenny Molina             | Ind.                     | Osvaldo Palma                 | RN      | Mario Ibarra             | PC                 | —                             | —                             | —                 | —               |
| 39[d] | Jorge Tarud              | PPD                      | Christian Chadwick            | UDI     | Roberto Gutiérrez        | PH                 | —                             | —                             | —                 | —               |
| 40[d] | Ulises Urzúa             | Ind.                     | Juan Carlos Muñoz             | RN      | Edgar Cifuentes          | PC                 | —                             | —                             | —                 | —               |
| 40[d] | Guillermo Ceroni         | PPD                      | Ignacio Urrutia               | UDI     | Juan Carlos Márquez      | Ind.               | —                             | —                             | —                 | —               |
| 41[d] | Claudio Huepe            | DC                       | Rosauro Martínez              | RN      | Cristián Muñoz           | PC                 | —                             | —                             | —                 | —               |
| 41[d] | Carlos Abel Jarpa        | PRSD                     | Alejandro Arrau               | UDI     | Claudio Ávila            | Ind.               | —                             | —                             | —                 | —               |
| 42[d] | Jorge Sabag              | DC                       | Nicolás Monckeberg            | RN      | Luis Soto                | PC                 | —                             | —                             | —                 | —               |
| 42[d] | Felipe Letelier          | PPD                      | René Barba                    | UDI     | Camilo Cabezas           | PH                 | —                             | —                             | —                 | —               |
| 43[d] | Sergio Micco             | DC                       | Frank Sauerbaum               | RN      | Alejandro Sepúlveda      | PC                 | —                             | —                             | Patricio Pinto    |                 |
| 43[d] | Raúl Súnico              | PS                       | Jorge Ulloa                   | UDI     | Patricia Beltrán         | PH                 | —                             | —                             | Elicia Herrera    |                 |
| 44[d] | José Miguel Ortiz        | DC                       | Francisca van Rysselberghe    | Ind.    | Freddy Cabrera           | PC                 | —                             | —                             | Félix González    |                 |
| 44[d] | María Angélica Fuentes   | PPD                      | Andrés Egaña                  | UDI     | Loreto Muñoz             | PH                 | —                             | —                             | Félix González    |                 |
| 45[d] | Germán Acuña             | DC                       | Bernardo Ulloa                | Ind.    | Iván Quintana            | PC                 | —                             | —                             | —                 | —               |
| 45[d] | Clemira Pacheco          | PS                       | Sergio Bobadilla              | UDI     | Isaías Gutiérrez         | Ind.               | —                             | —                             | —                 | —               |
| 46[d] | Edmundo Salas            | DC                       | Ana Eugenia García            | RN      | Guillermo Teillier       | PC                 | —                             | —                             | —                 | —               |
| 46[d] | Manuel Monsalve          | PS                       | Iván Norambuena               | UDI     | Jorge Venegas            | Ind.               | —                             | —                             | —                 | —               |
| 47[d] | Marcelo Urrutia          | DC                       | Gonzalo Arellano              | RN      | Julio Aránguiz           | PC                 | —                             | —                             | —                 | —               |
| 47[d] | José Pérez               | PRSD                     | Juan Lobos                    | UDI     | Julio Aránguiz           | PC                 | —                             | —                             | —                 | —               |
| 48[d] | Mario Venegas            | DC                       | Francisco Bayo                | RN      | Domingo Marileo          | PC                 | Romnel Aravena                | ANI                           | Sofía Painiqueo   |                 |
| 48[d] | Ricardo Navarrete        | PRSD                     | Gonzalo Arenas                | UDI     | Juan Varela              | Ind.               | Romnel Aravena                | ANI                           | Sofía Painiqueo   |                 |
| 49[d] | Víctor Gárate            | DC                       | Cristián Barra                | RN      | Mauricio Teillier        | PC                 | Julio Villablanca             | ANI                           | —                 | —               |
| 49[d] | Jaime Quintana           | PPD                      | Enrique Estay                 | UDI     | Mario Poo                | Ind.               | Eduardo Díaz                  | Ind.                          | —                 | —               |
| 50[d] | Eduardo Saffirio         | DC                       | Germán Becker                 | RN      | Javier Chávez            | PC                 | Guillermo Allende             | ANI                           | Sergio Castillo   | Sergio Castillo |
| 50[d] | Carlos González          | PRSD                     | Gonzalo Navarrete             | UDI     | Carlos Carter            | PH                 | Guillermo Allende             | ANI                           | Sergio Castillo   | Sergio Castillo |
| 51[d] | Eduardo Díaz             | Ind.                     | Hernán Viguera                | RN      | Antonieta Faúndez        | PC                 | Laura Soto Ibacache           | ANI                           | —                 | —               |
| 51[d] | Eugenio Tuma             | PPD                      | René Fernández                | UDI     | Antonieta Faúndez        | PC                 | Laura Soto Ibacache           | ANI                           | —                 | —               |
| 52[d] | Mario Acuña              | DC                       | René Manuel García            | RN      | Francisco Painevilo      | PC                 | Miguel Ángel Arteaga          | ANI                           | —                 | —               |
| 52[d] | Fernando Meza            | PRSD                     | Alejandro Martini             | UDI     | Pablo González           | PH                 | Miguel Ángel Arteaga          | ANI                           | —                 | —               |
| 53[d] | Exequiel Silva           | DC                       | Roberto Delmastro             | Ind.    | Marcia Klein             | PC                 | Fredi Kirshbom                | ANI                           | —                 | —               |
| 53[d] | Alfonso de Urresti       | PS                       | Sebastián Donoso              | UDI     | Beatriz Hermosilla       | Ind.               | Fredi Kirshbom                | ANI                           | —                 | —               |
| 54[d] | Ricardo Halabí           | DC                       | Ewald Wittke                  | RN      | Pedro Ruiz               | PC                 | Félix Montiel                 | ANI                           | —                 | —               |
| 54[d] | Enrique Jaramillo        | PPD                      | Gastón Von Mühlenbrock        | UDI     | Pedro Ruiz               | PC                 | Félix Montiel                 | ANI                           | —                 | —               |
| 55[d] | Sergio Ojeda             | DC                       | Beatriz Díaz                  | Ind.    | Patricio Miranda         | PC                 | Jaime Moreira                 | Ind.                          | —                 | —               |
| 55[d] | Fernando Soto            | PS                       | Javier Hernández              | UDI     | Claudio Soto             | Ind.               | Jaime Moreira                 | Ind.                          | —                 | —               |
| 56[d] | Carlos Tudela            | DC                       | Harry Jurgensen               | RN      | Andrea Oyarzún           | PC                 | Jorge Blaessinger             | Ind.                          | —                 | —               |
| 56[d] | Fidel Espinoza           | PS                       | Carlos Recondo                | UDI     | Antonio Caileo           | Ind.               | Jorge Blaessinger             | Ind.                          | —                 | —               |
| 57[d] | Patricio Vallespín       | DC                       | Eduardo Becker                | RN      | Renato Alvarado          | PC                 | Pablo Muñoz                   | Ind.                          | —                 | —               |
| 57[d] | Sergio Galilea           | PPD                      | Marisol Turres                | UDI     | Renato Alvarado          | PC                 | Pablo Muñoz                   | Ind.                          | —                 | —               |
| 58[d] | Gabriel Ascencio         | DC                       | Alejandro Santana             | RN      | Mario Contreras          | PC                 | —                             | —                             | —                 | —               |
| 58[d] | Juan José Cárcamo        | PPD                      | Claudio Alvarado              | UDI     | Luis Veloso              | Ind.               | —                             | —                             | —                 | —               |
| 59[d] | Eduardo Santelices       | DC                       | Pablo Galilea                 | RN      | Yasna Jara               | PC                 | Mercedes Mayorga              | Ind.                          | —                 | —               |
| 59[d] | René Alinco              | PPD                      | Max Larraín                   | UDI     | Walter Ramírez           | Ind.               | Mercedes Mayorga              | Ind.                          | —                 | —               |
| 60[d] | Carolina Goic            | DC                       | René Bobadilla                | Ind.    | Jeannette Antonin        | PC                 | —                             | —                             | Miodrag Marinovic |                 |
| 60[d] | Lidia Amarales           | PPD                      | Rodrigo Álvarez               | UDI     | Jaime Agurto             | Ind.               | —                             | —                             | Miodrag Marinovic |                 |

### Resultados
Según el orden en la papeleta electoral:
| Pacto o partido                 | Pacto o partido                        | Sigla                       | Cand.?                      | Votos     | %?      | Dip.?   | %?      | ± %?        | ± D.?       |
| ------------------------------- | -------------------------------------- | --------------------------- | --------------------------- | --------- | ------- | ------- | ------- | ----------- | ----------- |
| A                               | Fuerza Regional Independiente          | FRI                         | 23                          | 77 213    | 1,17 %  | 1       | 0,83 %  |             |             |
|                                 | Alianza Nacional de los Independientes | ANI                         | 7                           | 20 191    | 0,31 %  | 0       | 0,00 %  |             |             |
| Partido de Acción Regionalista  | PAR                                    | 3                           | 26 698                      | 0,40 %    | 1       | 0,83 %  |         |             |             |
| Independientes Lista A          | ILA                                    | 13                          | 30 324                      | 0,46 %    | 0       | 0,00 %  |         |             |             |
| B                               | Concertación Democrática               |                             | 120                         | 3 417 207 | 51,76 % | 65      | 54,17 % | 3,86 %      | +3          |
|                                 | Partido Demócrata Cristiano            | PDC                         | 56                          | 1 370 501 | 20,76 % | 20      | 16,67 % | 1,84 %      | −3          |
| Partido por la Democracia       | PPD                                    | 27                          | 1 017 956                   | 15,42 %   | 21      | 17,50 % | 2,69 %  | +1          |             |
| Partido Socialista              | PS                                     | 21                          | 663 561                     | 10,05 %   | 15      | 12,50 % | 0,05 %  | +5          |             |
| Partido Radical Socialdemócrata | PRSD                                   | 9                           | 233 564                     | 3,54 %    | 7       | 5,83 %  | −0,51 % | +1          |             |
| Independientes Lista B          | ILB                                    | 7                           | 131 625                     | 1,99 %    | 2       | 1,67 %  | −0,21 % | -1          |             |
| C                               | Juntos Podemos Más                     |                             | 115                         | 488 618   | 7,40 %  | 0       | 0,00 %  |             |             |
|                                 | Partido Comunista                      | PCCh                        | 62                          | 339 547   | 5,14 %  | 0       | 0,00 %  | −0,08 %     | Sin cambios |
| Partido Humanista               | PH                                     | 33                          | 102 842                     | 1,56 %    | 0       | 0,00 %  | 0,43 %  | Sin cambios |             |
| Independientes Lista C          | ILC                                    | 20                          | 46 229                      | 0,70 %    | 0       | 0,00 %  |         |             |             |
| D                               | Alianza                                |                             | 120                         | 2 556 386 | 38,73 % | 54      | 45,00 % | −5,54 %     | −3          |
|                                 | Renovación Nacional                    | RN                          | 50                          | 932 422   | 14,12 % | 19      | 15,83 % | 0,35 %      | +1          |
| Unión Demócrata Independiente   | UDI                                    | 59                          | 1 475 901                   | 22,36 %   | 33      | 27,50 % | −2,82 % | +2          |             |
| Independientes Lista D          | ILD                                    | 11                          | 148 063                     | 2,24 %    | 2       | 1,67 %  | −3,08 % | −6          |             |
|                                 | Independientes fuera de pacto          | Ind                         | 8                           | 62 387    | 0,95 %  | 0       | 0,00 %  | −0,47 %     | −1          |
| Total de votos válidos          | Total de votos válidos                 | Total de votos válidos      | Total de votos válidos      | 6 601 389 | 91,59 % |         |         |             |             |
| Votos en blanco                 | Votos en blanco                        | Votos en blanco             | Votos en blanco             | 221 600   | 3,03 %  |         |         |             |             |
| Votos nulos                     | Votos nulos                            | Votos nulos                 | Votos nulos                 | 383 940   | 5,33 %  |         |         |             |             |
| Total de sufragios emitidos     | Total de sufragios emitidos            | Total de sufragios emitidos | Total de sufragios emitidos | 7 207 351 | 100 %   |         |         |             |             |

## Elección delSenado

### Listado de candidaturas
Lista oficial de candidatos. se presentaron a la reelección y aquellos que resultaron elegidos aparecen en una celda más oscura. Para saber a qué comunas corresponden las distintas circunscripciones, ver División electoral de Chile.
     Doblaje de la Concertación.
| Circ.   | Concertación Democrática | Concertación Democrática | Alianza          | Alianza | Juntos Podemos Más    | Juntos Podemos Más | Fuerza Regional Independiente | Fuerza Regional Independiente | Independientes |
| ------- | ------------------------ | ------------------------ | ---------------- | ------- | --------------------- | ------------------ | ----------------------------- | ----------------------------- | -------------- |
| II[c]   | Carmen Frei              | DC                       | Carlos Cantero   | RN      | Salvador Barrientos   | PC                 | Luis Thompson                 | Ind.                          | —              |
| II[c]   | José Antonio Gómez       | PRSD                     | Cristián Leay    | UDI     | José Feres            | PH                 | Humberto Zuleta               | Ind.                          | —              |
| IV[c]   | Jorge Pizarro            | DC                       | Arturo Longton   | RN      | Luis Aguilera         | PC                 | —                             | —                             | —              |
| IV[c]   | Jorge Arrate             | PS                       | Evelyn Matthei   | UDI     | Joaquín Arduengo      | PH                 | —                             | —                             | —              |
| VII[c]  | Andrés Zaldívar          | DC                       | Roberto Fantuzzi | Ind.    | Gonzalo Rovira        | Ind.               | —                             | —                             | —              |
| VII[c]  | Guido Girardi            | PPD                      | Jovino Novoa     | UDI     | Eduardo Artés         | Ind.               | —                             | —                             | —              |
| VIII[c] | Soledad Alvear           | DC                       | Lily Pérez       | RN      | Manuel Riesco Larraín | PC                 | —                             | —                             | —              |
| VIII[c] | Gonzalo Martner          | PS                       | Pablo Longueira  | UDI     | Efrén Osorio          | PH                 | —                             | —                             | —              |
| IX[c]   | Aníbal Pérez             | PPD                      | Ramón Achurra    | Ind.    | Carmen Moncada        | Ind.               | —                             | —                             | —              |
| IX[c]   | Juan Pablo Letelier      | PS                       | Andrés Chadwick  | UDI     | Marilén Cabrera       | PH                 | —                             | —                             | —              |
| XII[c]  | Hosaín Sabag             | DC                       | Alberto Ghyra    | Ind.    | Hugo Corvalán         | Ind.               | —                             | —                             | —              |
| XII[c]  | Alejandro Navarro        | PS                       | Carlos Bombal    | UDI     | Wilfredo Alfsen       | PH                 | —                             | —                             | —              |
| XIII[c] | Mariano Ruiz-Esquide     | DC                       | Mario Ríos       | RN      | Marta Morales         | PC                 | —                             | —                             | —              |
| XIII[c] | Eleodoro Torres          | Ind.                     | Víctor Pérez     | UDI     | Gloria Mujica         | PH                 | —                             | —                             | —              |
| XVI[c]  | Eduardo Frei             | DC                       | Andrés Allamand  | RN      | Guillermo Tripailaf   | PC                 | Raúl Silva                    | ANI                           | —              |
| XVI[c]  | Marcos Saldías           | PRSD                     | Andrés Allamand  | RN      | Hugo Gerter           | Ind.               | Carlos Boero                  | ANI                           | —              |
| XVII[c] | Sergio Páez              | DC                       | Carlos Kuschel   | RN      | Irma Alvarado         | PC                 | José Luis Cáceres             | Ind.                          | —              |
| XVII[c] | Camilo Escalona          | PS                       | Joaquín Brahm    | UDI     | Tomás Bize            | Ind.               | Mario Osses                   | Ind.                          | —              |
| XIX[c]  | Zarko Luksic             | DC                       | Eduardo Catalán  | Ind.    | José Foppiano         | Ind.               | —                             | —                             | Carlos Bianchi |
| XIX[c]  | Pedro Muñoz Aburto       | PS                       | Sergio Fernández | UDI     | Fernando Ortiz        | PH                 | —                             | —                             | Carlos Bianchi |

### Resultados
Corresponde solo a los resultados de la Región de Antofagasta, Región de Coquimbo, Región del Libertador General Bernardo O'Higgins, Región del Biobío, Región de Los Lagos, Región de Magallanes y de la Antártica Chilena y la Región Metropolitana de Santiago.
Según el orden en la papeleta electoral:
| Pacto o partido                 | Pacto o partido                        | Sigla                       | Cand.?                      | Votos     | %?      | Sen.?   | %?      | ± %?        | ± S.?       |
| ------------------------------- | -------------------------------------- | --------------------------- | --------------------------- | --------- | ------- | ------- | ------- | ----------- | ----------- |
| A                               | Fuerza Regional Independiente          | FRI                         | 6                           | 30 344    | 0,64 %  | 0       | 0,00 %  |             |             |
|                                 | Alianza Nacional de los Independientes | ANI                         | 2                           | 13 076    | 0,27 %  | 0       | 0,00 %  |             |             |
| Independientes Lista A          | ILA                                    | 4                           | 17 268                      | 0,36 %    | 0       | 0,00 %  |         |             |             |
| B                               | Concertación Democrática               |                             | 20                          | 2 658 998 | 55,73 % | 11      | 55,00 % | 5,85 %      | Sin cambios |
|                                 | Partido Demócrata Cristiano            | PDC                         | 9                           | 1 418 089 | 29,72 % | 5       | 25,00 % | 0,50 %      | −5          |
| Partido por la Democracia       | PPD                                    | 2                           | 512 296                     | 10,74 %   | 1       | 5,00 %  | 6,45 %  | +1          |             |
| Partido Socialista              | PS                                     | 6                           | 576 045                     | 12,07 %   | 4       | 20,00 % | −2,51 % | +3          |             |
| Partido Radical Socialdemócrata | PRSD                                   | 2                           | 114 515                     | 2,40 %    | 1       | 5,00 %  | 0,61 %  | +1          |             |
| Independientes Lista B          | ILB                                    | 1                           | 38 053                      | 0,80 %    | 0       | 0,00 %  |         |             |             |
| C                               | Juntos Podemos Más                     |                             | 20                          | 286 074   | 6,00 %  | 0       | 0,00 %  |             |             |
|                                 | Partido Comunista                      | PCCh                        | 6                           | 104 687   | 2,19 %  | 0       | 0,00 %  | −6,25 %     | Sin cambios |
| Partido Humanista               | PH                                     | 7                           | 69 927                      | 1,47 %    | 0       | 0,00 %  |         | Sin cambios |             |
| Independientes Lista C          | ILC                                    | 7                           | 111 460                     | 2,34 %    | 0       | 0,00 %  |         | Sin cambios |             |
| D                               | Alianza                                |                             | 19                          | 1 777 110 | 37,25 % | 8       | 40,00 % | 0,61 %      | −1          |
|                                 | Renovación Nacional                    | RN                          | 6                           | 515 185   | 10,80 % | 3       | 15,00 % | −4,05 %     | +1          |
| Unión Demócrata Independiente   | UDI                                    | 9                           | 1 028 925                   | 21,56 %   | 5       | 25,00 % | 4,37 %  | +2          |             |
| Independientes Lista D          | ILD                                    | 4                           | 233 180                     | 4,89 %    | 0       | 0,00 %  | 0,29 %  | −4          |             |
|                                 | Independientes fuera de pacto          | IND                         | 1                           | 18 275    | 0,38 %  | 1       | 5,00 %  |             | +1          |
| Total de votos válidos          | Total de votos válidos                 | Total de votos válidos      | Total de votos válidos      | 4 770 981 | 92,06 % |         |         |             |             |
| Votos en blanco                 | Votos en blanco                        | Votos en blanco             | Votos en blanco             | 153 427   | 2,96 %  |         |         |             |             |
| Votos nulos                     | Votos nulos                            | Votos nulos                 | Votos nulos                 | 257 816   | 4,98 %  |         |         |             |             |
| Total de sufragios emitidos     | Total de sufragios emitidos            | Total de sufragios emitidos | Total de sufragios emitidos | 5 182 224 | 100 %   |         |         |             |             |

## Detalle de la elección por circunscripción
Para el día de la elección, se declaró ley seca en todo el país y se obligó al cierre de cines, teatros, restaurantes y centros comerciales.
Se instalaron 32.968 mesas organizadas a lo largo de todo el país para recibir a los 8.220.897 votantes. 16.262 corresponden a mesas de hombres (3.908.657 inscritos) y 16.706 a mesas de mujeres (4.312.240 inscritas). A las 10:30 horas (UTC-3), el subsecretario del Interior Jorge Correa Sutil informó de que 95,24 % de las mesas ya estaban constituidas.
Según las informaciones del Ministerio del Interior, no hubo problemas a lo largo del país, a excepción de algunos hechos aislados, entre los que se incluyen un ataque físico y verbal al electo senador por Santiago Oriente de la Unión Demócrata Independiente Pablo Longueira, cuando fue a sufragar al Colegio Capitán Ávalos en La Pintana, fue agredido por una muchedumbre, además de un presidente de mesa, por lo que fueron detenidos 2 agresores. Además se localizó cierres momentáneos de algunos locales de votación debido a aglomeraciones de votantes.

### Región de Tarapacá
En la Región de Tarapacá, la Concertación dominó la votación en los dos distritos. En Arica, el socialista Iván Paredes obtuvo la reelección con el 25,52 % de los sufragios, mientras que Ximena Valcarce, hija del alcalde de la ciudad de Arica y representante de Renovación Nacional obtuvo un 22,47 % superando a la otra candidata de la Alianza por Chile, la Unión Demócrata Independiente, Rosa González, que iba a la reelección, quien obtuvo un 7,97 %.
En el distrito 2 de Iquique, el actual diputado del PS, Fulvio Rossi, fue reelegido con el 40,32 % de los votos. La sorpresa corrió por parte de Marta Isasi, candidata del Partido de Acción Regionalista que con un 26,64 % superó al antiguo diputado de la UDI, Julio Lagos (18,06 %), siendo la única parlamentaria electa de alguna colectividad que no pertenezca a los dos principales grupos políticos y la primera de su partido.
| Pacto/Lista            | Pacto/Lista                   | Senadores          | Senadores          | Senadores          | Diputados | Diputados | Diputados |
| Pacto/Lista            | Pacto/Lista                   | Votos              | %                  | Electos            | Votos     | %         | Electos   |
| ---------------------- | ----------------------------- | ------------------ | ------------------ | ------------------ | --------- | --------- | --------- |
| A                      | Fuerza Regional Independiente | No elige senadores | No elige senadores | No elige senadores | 31 466    | 19,00 %   | 1 de 4    |
| B                      | Concertación Democrática      | No elige senadores | No elige senadores | No elige senadores | 67 914    | 41,01 %   | 2 de 4    |
| C                      | Juntos Podemos Más            | No elige senadores | No elige senadores | No elige senadores | 6830      | 4,12 %    | 0 de 4    |
| D                      | Alianza                       | No elige senadores | No elige senadores | No elige senadores | 45 536    | 27,50 %   | 1 de 4    |
|                        | Independientes fuera de pacto | No elige senadores | No elige senadores | No elige senadores | 13 847    | 8,36 %    | 0 de 4    |
| Total de votos válidos | Total de votos válidos        | No elige senadores | No elige senadores | No elige senadores | 165 593   | 165 593   | 165 593   |

### Región de Antofagasta
En la Región de Antofagasta, la Democracia Cristiana sufrió uno de sus más fuertes golpes al perder a la senadora Carmen Frei que fue superada ampliamente por el radical José Antonio Gómez. En la Alianza por Chile, el RN Carlos Cantero en tanto mantuvo su sitio como senador.
A nivel de diputados, la DC perdió a su diputado Waldo Mora, que aunque obtuvo un 22,97 %, no fue elegido, siendo reemplazado su cupo por el UDI Felipe Ward con un 21,03 % y el radical Marcos Espinosa con un 31,44 %. En tanto, por Antofagasta fueron reelegidos los diputados Pedro Araya Guerrero (DC) y Manuel Rojas (UDI).
| Pacto/Lista            | Pacto/Lista                   | Senadores | Senadores | Senadores | Diputados | Diputados | Diputados |
| Pacto/Lista            | Pacto/Lista                   | Votos     | %         | Electos   | Votos     | %         | Electos   |
| ---------------------- | ----------------------------- | --------- | --------- | --------- | --------- | --------- | --------- |
| A                      | Fuerza Regional Independiente | 7448      | 4,01 %    | 0 de 2    | 6008      | 3,25 %    | 0 de 4    |
| B                      | Concertación Democrática      | 100 859   | 54,30 %   | 1 de 2    | 99 443    | 53,73 %   | 2 de 4    |
| C                      | Juntos Podemos Más            | 7193      | 3,87 %    | 0 de 2    | 10 955    | 5,92 %    | 0 de 4    |
| D                      | Alianza                       | 70 228    | 37,81 %   | 1 de 2    | 68 679    | 37,11 %   | 2 de 4    |
| Total de votos válidos | Total de votos válidos        | 185 728   | 185 728   | 185 728   | 185 085   | 185 085   | 185 085   |

| Resultados de elección senatorial - II Circunscripción | Resultados de elección senatorial - II Circunscripción | Resultados de elección senatorial - II Circunscripción | Resultados de elección senatorial - II Circunscripción | Resultados de elección senatorial - II Circunscripción | Resultados de elección senatorial - II Circunscripción | Resultados de elección senatorial - II Circunscripción | Resultados de elección senatorial - II Circunscripción | Resultados de elección senatorial - II Circunscripción |
| ------------------------------------------------------ | ------------------------------------------------------ | ------------------------------------------------------ | ------------------------------------------------------ | ------------------------------------------------------ | ------------------------------------------------------ | ------------------------------------------------------ | ------------------------------------------------------ | ------------------------------------------------------ |
| A                                                      | Luis Thompson                                          | ILA                                                    | 4836                                                   | 2,60 %                                                 | Humberto Zuleta                                        | ILA                                                    | 2612                                                   | 1,41 %                                                 |
| B                                                      | Carmen Frei                                            | PDC                                                    | 26 287                                                 | 14,15 %                                                | José Antonio Gómez                                     | PRSD                                                   | 74 572                                                 | 40,15 %                                                |
| C                                                      | Salvador Barrientos                                    | PC                                                     | 5220                                                   | 2,81 %                                                 | José Gabriel Feres                                     | PH                                                     | 1973                                                   | 1,06 %                                                 |
| D                                                      | Carlos Cantero                                         | RN                                                     | 36 045                                                 | 19,41 %                                                | Cristian Leay                                          | UDI                                                    | 34 183                                                 | 18,40 %                                                |

### Región de Atacama
Uno de los principales reductos de la Concertación, en esta región se produjo uno de los doblajes de este pacto. En el distrito 6, la Concertación logró un 57,8 % frente a un 27,1 % de la Alianza por Chile, siendo elegidos el demócrata cristiano Jaime Mulet y el radical Alberto Robles.
Sin embargo, en el distrito 5 de Copiapó, el diputado del PPD Antonio Leal (49,3 %) no pudo arrastrar a su compañero de lista, Erick Villegas, siendo elegido el RN René Aedo (20,4 %) ya que la Concertación logró un 59,5 %, insuficiente para doblar el 31,6 % de la Alianza.
| Pacto/Lista            | Pacto/Lista                   | Senadores          | Senadores          | Senadores          | Diputados | Diputados | Diputados |
| Pacto/Lista            | Pacto/Lista                   | Votos              | %                  | Electos            | Votos     | %         | Electos   |
| ---------------------- | ----------------------------- | ------------------ | ------------------ | ------------------ | --------- | --------- | --------- |
| A                      | Fuerza Regional Independiente | No elige senadores | No elige senadores | No elige senadores | 5852      | 5,59 %    | 0 de 4    |
| B                      | Concertación Democrática      | No elige senadores | No elige senadores | No elige senadores | 61 596    | 58,79 %   | 3 de 4    |
| C                      | Juntos Podemos Más            | No elige senadores | No elige senadores | No elige senadores | 6151      | 5,87 %    | 0 de 4    |
| D                      | Alianza                       | No elige senadores | No elige senadores | No elige senadores | 31 166    | 29,75 %   | 1 de 4    |
| Total de votos válidos | Total de votos válidos        | No elige senadores | No elige senadores | No elige senadores | 104 765   | 104 765   | 104 765   |

### Región de Coquimbo
En la Región de Coquimbo, la Concertación obtuvo su resultado más alto a nivel nacional, con un 61,05 % de los sufragios a nivel de diputados y un 59,80 % en senadores. Sin embargo, estos resultados no fueron suficientes para doblar en la IV Circunscripción, siendo reelegidos el DC Jorge Pizarro y la UDI Evelyn Matthei. Fue tan estrecho el resultado que en el primer cómputo a nivel nacional con un 20 % de las mesas escrutadas, la Concertación estaba doblando y resultando elegido el socialista Jorge Arrate.
En el distrito 7 de La Serena, fueron elegidos el socialista Marcelo Díaz (26 %) y el actual diputado RN Mario Bertolino (24,6 %), desplazando al demócrata cristiano Ricardo Cifuentes (24,8 %).
Por otra parte, la Concertación sí logró doblaje en los otros dos distritos de la región. En Coquimbo, Patricio Walker de la Democracia Cristiana logró una de las votaciones más altas a nivel nacional (54,3 %) arrastrando al socialista Francisco Encina (15 %) y derrotando al antiguo Director de Carabineros y senador designado Fernando Cordero (18 %). En Illapel, Adriana Muñoz (PPD, 44,4 %) y Renán Fuentealba (DC, 17,5 %) desplazaron al entonces diputado de la UDI, Darío Molina (21,6 %).
| Pacto/Lista            | Pacto/Lista              | Senadores | Senadores | Senadores | Diputados | Diputados | Diputados |
| Pacto/Lista            | Pacto/Lista              | Votos     | %         | Electos   | Votos     | %         | Electos   |
| ---------------------- | ------------------------ | --------- | --------- | --------- | --------- | --------- | --------- |
| B                      | Concertación Democrática | 150 602   | 59,80 %   | 1 de 2    | 154 324   | 61,05 %   | 5 de 6    |
| C                      | Juntos Podemos Más       | 16 991    | 6,75 %    | 0 de 2    | 17 294    | 6,84 %    | 0 de 6    |
| D                      | Alianza                  | 84 268    | 33,46 %   | 1 de 2    | 81 167    | 32,11 %   | 1 de 6    |
| Total de votos válidos | Total de votos válidos   | 251 861   | 251 861   | 251 861   | 252 785   | 252 785   | 252 785   |

| Resultados de elección senatorial - IV Circunscripción | Resultados de elección senatorial - IV Circunscripción | Resultados de elección senatorial - IV Circunscripción | Resultados de elección senatorial - IV Circunscripción | Resultados de elección senatorial - IV Circunscripción | Resultados de elección senatorial - IV Circunscripción | Resultados de elección senatorial - IV Circunscripción | Resultados de elección senatorial - IV Circunscripción | Resultados de elección senatorial - IV Circunscripción |
| ------------------------------------------------------ | ------------------------------------------------------ | ------------------------------------------------------ | ------------------------------------------------------ | ------------------------------------------------------ | ------------------------------------------------------ | ------------------------------------------------------ | ------------------------------------------------------ | ------------------------------------------------------ |
| B                                                      | Jorge Pizarro                                          | PDC                                                    | 101 671                                                | 40,37 %                                                | Jorge Arrate                                           | PS                                                     | 48 931                                                 | 19,43 %                                                |
| C                                                      | Joaquín Arduengo                                       | PH                                                     | 6384                                                   | 2,53 %                                                 | Luis Aguilera                                          | PC                                                     | 10 607                                                 | 4,21 %                                                 |
| D                                                      | Evelyn Matthei                                         | UDI                                                    | 71 697                                                 | 28,47 %                                                | Arturo Longton                                         | RN                                                     | 12 571                                                 | 4,99 %                                                 |

### Región de Valparaíso
La Región de Valparaíso no presentó mayores sorpresas. En el distrito 10 de Quillota, fue reelegido el diputado RN Alfonso Vargas y el cineasta socialista Marco Enríquez-Ominami logró desbancar a la diputada demócrata cristiana María Eugenia Mella, lo que provocó acusaciones de utilizaciones de dineros públicos en la campaña de Enríquez-Ominami por parte del alcalde de Quillota y hermano de la diputada, Luis Mella. En el distrito 11 de la zona del Aconcagua, el UDI Marcelo Forni fue reelegido , suerte que no corrió el DC Patricio Cornejo que fue derrotado por el PPD Marco Antonio Núñez. En el distrito 12 de Quilpué y Villa Alemana, fue reelegido el PS Juan Bustos y el cupo de la Alianza fue para la esposa del diputado saliente Arturo Longton, Amelia Herrera. En el distrito 13 de Valparaíso, Laura Soto (PPD) fue reelegida, mientras Joaquín Godoy obtuvo los votos necesarios para suplir el cargo ostentado hasta ese momento por su madre, Carmen Ibáñez. En Viña del Mar, el RN Francisco Chahuán desbancó por estrecho margen al diputado UDI Gonzalo Ibáñez, mientras el PPD Rodrigo González fue reelegido. Finalmente, el distrito 15 de San Antonio y el Litoral Central presentó una contienda entre cinco candidatos con más del 10 % de los votos. El candidato del PC logró un 15,06 % de apoyo, mientras que el independiente Sergio Velasco obtuvo un 12,64 %, lo que no permitió su elección frente al 21,93 % del electo diputado Samuel Venegas del PRSD y del 24,80 % del candidato de la UDI, Edmundo Eluchans.
| Pacto/Lista            | Pacto/Lista                   | Senadores          | Senadores          | Senadores          | Diputados | Diputados | Diputados |
| Pacto/Lista            | Pacto/Lista                   | Votos              | %                  | Electos            | Votos     | %         | Electos   |
| ---------------------- | ----------------------------- | ------------------ | ------------------ | ------------------ | --------- | --------- | --------- |
| B                      | Concertación Democrática      | No elige senadores | No elige senadores | No elige senadores | 339 558   | 46,76 %   | 6 de 12   |
| C                      | Juntos Podemos Más            | No elige senadores | No elige senadores | No elige senadores | 66 560    | 9,17 %    | 0 de 12   |
| D                      | Alianza                       | No elige senadores | No elige senadores | No elige senadores | 309 789   | 42,66 %   | 6 de 12   |
|                        | Independientes fuera de pacto | No elige senadores | No elige senadores | No elige senadores | 10 260    | 1,41 %    | 0 de 12   |
| Total de votos válidos | Total de votos válidos        | No elige senadores | No elige senadores | No elige senadores | 726 167   | 726 167   | 726 167   |

### Región de O'Higgins
Una interesante disputa se vivió dentro de la Concertación en la elección senatorial por la Región del Libertador General Bernardo O'Higgins. Durante varios meses se especuló sobre quiénes serían los candidatos por esta circunscripción, pues dentro de los partidos de la Concertación aparecieron diversas figuras solicitando este cupo. El senador Rafael Moreno Rojas y el líder de la Democracia Cristiana en la región, Juan Carlos Latorre, se disputaban la nominación de dicho partido, mientras en el "Bloque Progresista", los diputados Juan Pablo Letelier y Aníbal Pérez, miembros del PS y del PPD, aseguraban que competirían por la senaturía. Finalmente, el Partido Demócrata Cristiano decidió abstenerse dejando el camino libre a Letelier y a Pérez para enfrentarse en una inédita lucha entre ambos partidos del progresismo. Finalmente, el hijo de Orlando Letelier duplicó la votación del candidato PPD y, aunque en un momento se pensó en un doblaje, este no ocurrió, siendo reelegido el senador UDI, Andrés Chadwick.
En el caso de los diputados, aunque la Concertación alcanzó algunas de sus principales mayorías en la zona, no logró doblar en ningún distrito. La Democracia Cristiana obtuvo altas votaciones de parte de la candidata Alejandra Sepúlveda en San Fernando (mayoría nacional, con un 54,42 %) y Juan Carlos Latorre en Pichilemu (45,86 %).
| Pacto/Lista            | Pacto/Lista              | Senadores | Senadores | Senadores | Diputados | Diputados | Diputados |
| Pacto/Lista            | Pacto/Lista              | Votos     | %         | Electos   | Votos     | %         | Electos   |
| ---------------------- | ------------------------ | --------- | --------- | --------- | --------- | --------- | --------- |
| B                      | Concertación Democrática | 227 287   | 60,89 %   | 1 de 2    | 204 806   | 55,19 %   | 4 de 8    |
| C                      | Juntos Podemos Más       | 16 723    | 4,48 %    | 0 de 2    | 25 319    | 6,82 %    | 0 de 8    |
| D                      | Alianza                  | 129 256   | 34,63 %   | 1 de 2    | 140 975   | 37,99 %   | 4 de 8    |
| Total de votos válidos | Total de votos válidos   | 373 266   | 373 266   | 373 266   | 371 100   | 371 100   | 371 100   |

| Resultados de elección senatorial - IX Circunscripción | Resultados de elección senatorial - IX Circunscripción | Resultados de elección senatorial - IX Circunscripción | Resultados de elección senatorial - IX Circunscripción | Resultados de elección senatorial - IX Circunscripción | Resultados de elección senatorial - IX Circunscripción | Resultados de elección senatorial - IX Circunscripción | Resultados de elección senatorial - IX Circunscripción | Resultados de elección senatorial - IX Circunscripción |
| ------------------------------------------------------ | ------------------------------------------------------ | ------------------------------------------------------ | ------------------------------------------------------ | ------------------------------------------------------ | ------------------------------------------------------ | ------------------------------------------------------ | ------------------------------------------------------ | ------------------------------------------------------ |
| B                                                      | Juan Pablo Letelier                                    | PS                                                     | 154 894                                                | 41,50 %                                                | Aníbal Pérez                                           | PPD                                                    | 72 393                                                 | 19,39 %                                                |
| C                                                      | Marilen Cabrera                                        | PH                                                     | 9852                                                   | 2,64 %                                                 | Carmen Moncada                                         | Ind.                                                   | 6871                                                   | 1,84 %                                                 |
| D                                                      | Ramón Achurra                                          | Ind.                                                   | 34 379                                                 | 9,21 %                                                 | Andrés Chadwick                                        | UDI                                                    | 94 877                                                 | 25,42 %                                                |

### Región del Maule
En los cinco distritos de la Región del Maule no se produjeron sorpresas. 8 diputados fueron reelegidos, a excepción del DC Boris Tapia, quien cedió el cupo a su camarada Roberto León en el distrito 36, y del RN Germán Verdugo que derrotó al diputado en ejercicio UDI Pablo Prieto por un 26,6 % frente a un 21,1 % en Talca.
| Pacto/Lista            | Pacto/Lista              | Senadores          | Senadores          | Senadores          | Diputados | Diputados | Diputados |
| Pacto/Lista            | Pacto/Lista              | Votos              | %                  | Electos            | Votos     | %         | Electos   |
| ---------------------- | ------------------------ | ------------------ | ------------------ | ------------------ | --------- | --------- | --------- |
| B                      | Concertación Democrática | No elige senadores | No elige senadores | No elige senadores | 236 214   | 55,39 %   | 5 de 10   |
| C                      | Juntos Podemos Más       | No elige senadores | No elige senadores | No elige senadores | 19 131    | 4,49 %    | 0 de 10   |
| D                      | Alianza                  | No elige senadores | No elige senadores | No elige senadores | 171 148   | 40,13 %   | 5 de 10   |
| Total de votos válidos | Total de votos válidos   | No elige senadores | No elige senadores | No elige senadores | 426 493   | 426 493   | 426 493   |

### Región del Biobío
La Región del Biobío está compuesta por dos circunscripciones, la XII Circunscripción o "Biobío Costa" era, antes de la elección, el único lugar donde la Concertación mantenía un doblaje en el Senado, por lo que era trascendente el resultado de la elección en esta zona para la conformación de la estructura de la Cámara Alta durante el período siguiente. Hosain Sabag, senador de la DC, iría por la reelección, pero en el Partido Socialista había disputas sobre quién debía ser su compañero de lista. Finalmente, el partido eligió al diputado en ese entonces, Alejandro Navarro, descartando al senador en ejercicio José Antonio Viera-Gallo. Navarro, uno de los miembros más duros del socialismo, aseguró que, a diferencia de la elección pasada, él sería el que "arrastraría" a Sabag y que mantendría el doblaje. Para impedir esto, la Unión Demócrata Independiente postuló al senador por Santiago Oriente y una de sus principales figuras, Carlos Bombal, mientras Renovación Nacional puso como compañero de lista al local Alberto Ghyra. Aunque en un principio Bombal y Ghyra participaban como aliados para romper el doblaje oficialista, los roces entre ambos y los ataques que habría recibido el comando de Ghyra por parte de miembros del comando del gremialista, motivaron la deserción de Ghyra días antes de la elección. A diferencia de los problemas en el bando contrario, Sabag y Navarro realizaron una campaña unificada destinada a lograr el doblaje que auguraban las encuestas. Finalmente, Navarro obtuvo un 41,97 % de los votos, que sumado al 25,62 % de los sufragios de Sabag, mantuvo el doblaje concertacionista. Por otro lado, en la circunscripción Biobío Cordillera, el senador DC Mariano Ruiz Esquide obtuvo una fácil reelección. El senador RN Marío Ríos en tanto fue derrotado por su compañero de lista, el diputado UDI Víctor Pérez.
En las elecciones de diputados, la Concertación logró alta votación, pero no la suficiente como para forzar un doblaje. En el distrito 46 (Lota y la Península de Arauco), el Partido Comunista tenía las esperanzas de lograr una votación suficiente como para proclamar a Guillermo Teiller, su presidente, como el primer diputado comunista tras el retorno a la democracia. Sin embargo, Teiller solo obtuvo un magro 13,70 % frente al 29,58 % y el 24,42 % de los electos Manuel Monsalve (PS) e Iván Norambuena (UDI), respectivamente.
| Pacto/Lista            | Pacto/Lista                   | Senadores | Senadores | Senadores | Diputados | Diputados | Diputados |
| Pacto/Lista            | Pacto/Lista                   | Votos     | %         | Electos   | Votos     | %         | Electos   |
| ---------------------- | ----------------------------- | --------- | --------- | --------- | --------- | --------- | --------- |
| B                      | Concertación Democrática      | 514 923   | 60,28 %   | 3 de 4    | 460 319   | 53,71 %   | 7 de 14   |
| C                      | Juntos Podemos Más            | 49 416    | 5,79 %    | 0 de 4    | 63 544    | 7,41 %    | 0 de 14   |
| D                      | Alianza                       | 289 826   | 33,93 %   | 1 de 4    | 318 018   | 37,11 %   | 7 de 14   |
|                        | Independientes fuera de pacto | —         | —         | —         | 15 177    | 1,77 %    | 0 de 4    |
| Total de votos válidos | Total de votos válidos        | 854 165   | 854 165   | 854 165   | 857 058   | 857 058   | 857 058   |

| Resultados de elección senatorial - XII Circunscripción | Resultados de elección senatorial - XII Circunscripción | Resultados de elección senatorial - XII Circunscripción | Resultados de elección senatorial - XII Circunscripción | Resultados de elección senatorial - XII Circunscripción | Resultados de elección senatorial - XII Circunscripción | Resultados de elección senatorial - XII Circunscripción | Resultados de elección senatorial - XII Circunscripción | Resultados de elección senatorial - XII Circunscripción |
| ------------------------------------------------------- | ------------------------------------------------------- | ------------------------------------------------------- | ------------------------------------------------------- | ------------------------------------------------------- | ------------------------------------------------------- | ------------------------------------------------------- | ------------------------------------------------------- | ------------------------------------------------------- |
| B                                                       | Hosain Sabag                                            | PDC                                                     | 127 803                                                 | 25,62 %                                                 | Alejandro Navarro                                       | PS                                                      | 209 410                                                 | 41,97 %                                                 |
| C                                                       | Wilfredo Alfsen                                         | PH                                                      | 10 547                                                  | 2,11 %                                                  | Hugo Corvalán                                           | Ind.                                                    | 12 318                                                  | 2,47 %                                                  |
| D                                                       | Carlos Bombal                                           | UDI                                                     | 116 341                                                 | 23,32 %                                                 | Alberto Ghyra                                           | Ind.                                                    | 22 493                                                  | 4,51 %                                                  |

| Resultados de elección senatorial - XIII Circunscripción | Resultados de elección senatorial - XIII Circunscripción | Resultados de elección senatorial - XIII Circunscripción | Resultados de elección senatorial - XIII Circunscripción | Resultados de elección senatorial - XIII Circunscripción | Resultados de elección senatorial - XIII Circunscripción | Resultados de elección senatorial - XIII Circunscripción | Resultados de elección senatorial - XIII Circunscripción | Resultados de elección senatorial - XIII Circunscripción |
| -------------------------------------------------------- | -------------------------------------------------------- | -------------------------------------------------------- | -------------------------------------------------------- | -------------------------------------------------------- | -------------------------------------------------------- | -------------------------------------------------------- | -------------------------------------------------------- | -------------------------------------------------------- |
| B                                                        | Eleodoro Torres                                          | Ind.                                                     | 38 053                                                   | 10,71 %                                                  | Mariano Ruiz-Esquide                                     | PDC                                                      | 139 657                                                  | 39,31 %                                                  |
| C                                                        | Marta Morales                                            | PC                                                       | 16 521                                                   | 4,65 %                                                   | Gloria Mújica                                            | PH                                                       | 10 030                                                   | 2,82 %                                                   |
| D                                                        | Mario Ríos                                               | RN                                                       | 67 822                                                   | 19,09 %                                                  | Víctor Pérez                                             | UDI                                                      | 83 170                                                   | 23,41 %                                                  |

### Región de la Araucanía
La Región de la Araucanía es tradicionalmente uno de los lugares donde la Alianza por Chile obtiene las votaciones más altas. Sin embargo, un hecho excepcional ocurrió con el doblaje concertacionista en el distrito 51 (Nueva Imperial). El año 2004, el diputado de la UDI, Eduardo Díaz del Río, renunció a su partido tras el apoyo otorgado en las elecciones municipales al candidato por Pitrufquén a pesar de las acusaciones de corrupción y fraude que había en su contra. Tras su renuncia, Díaz se integró como independiente a la bancada de la Democracia Cristiana en el Congreso y se repostuló con un cupo DC. Aunque obtuvo un 15,89 % de los votos (siendo elegido previamente con un 32,4 % en las elecciones de 2001), el 49,28 % de su compañero de lista, el diputado PPD Eugenio Tuma, permitió doblar.
| Pacto/Lista            | Pacto/Lista                   | Senadores          | Senadores          | Senadores          | Diputados | Diputados | Diputados |
| Pacto/Lista            | Pacto/Lista                   | Votos              | %                  | Electos            | Votos     | %         | Electos   |
| ---------------------- | ----------------------------- | ------------------ | ------------------ | ------------------ | --------- | --------- | --------- |
| A                      | Fuerza Regional Independiente | No elige senadores | No elige senadores | No elige senadores | 19 146    | 5,04 %    | 0 de 10   |
| B                      | Concertación Democrática      | No elige senadores | No elige senadores | No elige senadores | 190 171   | 50,09 %   | 6 de 10   |
| C                      | Juntos Podemos Más            | No elige senadores | No elige senadores | No elige senadores | 15 453    | 4,07 %    | 0 de 10   |
| D                      | Alianza                       | No elige senadores | No elige senadores | No elige senadores | 146 546   | 36,60 %   | 4 de 10   |
|                        | Independientes fuera de pacto | No elige senadores | No elige senadores | No elige senadores | 8327      | 2,19 %    | 0 de 10   |
| Total de votos válidos | Total de votos válidos        | No elige senadores | No elige senadores | No elige senadores | 379 643   | 379 643   | 379 643   |

### Región de Los Lagos
De los 12 diputados que fueron elegidos en la Región de Los Lagos, 9 correspondieron a diputados electos previamente. En el caso de las elecciones senatoriales, en la circunscripción de Los Lagos Norte, la Concertación y la Alianza por Chile presentaron dos cartas ganadoras: el ex-Presidente Eduardo Frei Ruiz-Tagle (DC) y el RN Andrés Allamand. Mientras la Concertación puso un candidato de baja notoriedad como compañero de lista de Frei, la Alianza se jugó a una candidatura única de Allamand, por lo que era imposible que ambos candidatos no salieran elegidos. Muchos políticos consideraron estas maniobras como antidemócraticas y llamaron a los candidatos "senadores designados". Por el contrario, en el caso de Los Lagos Sur, los principales partidos de ambas coaliciones se enfrentaron directamente: el senador DC Sergio Páez Verdugo fue derrotado por el socialista Camilo Escalona, mientras que el diputado UDI Joaquín Brahm perdió por una leve diferencia frente al diputado RN Carlos Kuschel.
| Pacto/Lista            | Pacto/Lista                   | Senadores | Senadores | Senadores | Diputados | Diputados | Diputados |
| Pacto/Lista            | Pacto/Lista                   | Votos     | %         | Electos   | Votos     | %         | Electos   |
| ---------------------- | ----------------------------- | --------- | --------- | --------- | --------- | --------- | --------- |
| A                      | Fuerza Regional Independiente | 22 896    | 4,92 %    | 0 de 4    | 14 281    | 3,04 %    | 0 de 12   |
| B                      | Concertación Democrática      | 247 086   | 53,11 %   | 2 de 4    | 248 137   | 52,89 %   | 6 de 12   |
| C                      | Juntos Podemos Más            | 17 356    | 3,73 %    | 0 de 4    | 18 188    | 3,88 %    | 0 de 12   |
| D                      | Alianza                       | 177 858   | 38,23 %   | 2 de 4    | 188 533   | 40,19 %   | 6 de 12   |
| Total de votos válidos | Total de votos válidos        | 465 196   | 465 196   | 465 196   | 469 139   | 469 139   | 469 139   |

| Resultados de elección senatorial - XVI Circunscripción | Resultados de elección senatorial - XVI Circunscripción | Resultados de elección senatorial - XVI Circunscripción | Resultados de elección senatorial - XVI Circunscripción | Resultados de elección senatorial - XVI Circunscripción | Resultados de elección senatorial - XVI Circunscripción | Resultados de elección senatorial - XVI Circunscripción | Resultados de elección senatorial - XVI Circunscripción | Resultados de elección senatorial - XVI Circunscripción |
| ------------------------------------------------------- | ------------------------------------------------------- | ------------------------------------------------------- | ------------------------------------------------------- | ------------------------------------------------------- | ------------------------------------------------------- | ------------------------------------------------------- | ------------------------------------------------------- | ------------------------------------------------------- |
| A                                                       | Carlos Boero                                            | ANI                                                     | 5968                                                    | 2,51 %                                                  | Raúl Silva                                              | ANI                                                     | 7108                                                    | 2,99 %                                                  |
| B                                                       | Eduardo Frei Ruiz-Tagle                                 | PDC                                                     | 85 145                                                  | 35,86 %                                                 | Marcos Saldías                                          | PRSD                                                    | 39 943                                                  | 16,82 %                                                 |
| C                                                       | Guillermo Tripailaf                                     | PC                                                      | 6369                                                    | 2,68 %                                                  | Hugo Gerter                                             | Ind.                                                    | 2845                                                    | 1,20 %                                                  |
| D                                                       | Andrés Allamand                                         | RN                                                      | 90 030                                                  | 37,92 %                                                 | —                                                       | —                                                       | —                                                       | —                                                       |

| Resultados de elección senatorial - XVII Circunscripción | Resultados de elección senatorial - XVII Circunscripción | Resultados de elección senatorial - XVII Circunscripción | Resultados de elección senatorial - XVII Circunscripción | Resultados de elección senatorial - XVII Circunscripción | Resultados de elección senatorial - XVII Circunscripción | Resultados de elección senatorial - XVII Circunscripción | Resultados de elección senatorial - XVII Circunscripción | Resultados de elección senatorial - XVII Circunscripción |
| -------------------------------------------------------- | -------------------------------------------------------- | -------------------------------------------------------- | -------------------------------------------------------- | -------------------------------------------------------- | -------------------------------------------------------- | -------------------------------------------------------- | -------------------------------------------------------- | -------------------------------------------------------- |
| A                                                        | Mario Osses                                              | Ind.                                                     | 4633                                                     | 2,03 %                                                   | José Luis Cáceres                                        | Ind.                                                     | 5187                                                     | 2,28 %                                                   |
| B                                                        | Camilo Escalona                                          | PS                                                       | 65 337                                                   | 28,68 %                                                  | Sergio Páez                                              | PDC                                                      | 56 661                                                   | 24,87 %                                                  |
| C                                                        | Irma Alvarado                                            | PC                                                       | 5381                                                     | 2,36 %                                                   | Tomás Bize                                               | Ind.                                                     | 2761                                                     | 1,21 %                                                   |
| D                                                        | Carlos Kuschel                                           | RN                                                       | 47 054                                                   | 20,66 %                                                  | Joaquín Brahm                                            | UDI                                                      | 40 774                                                   | 17,90 %                                                  |

### Región de Aisén
En la Región de Aisén del General Carlos Ibáñez del Campo, el diputado RN Pablo Galilea fue reelegido con un 32,3 % de los votos. En tanto, el debutante Partido por la Democracia René Alinco fue elegido con un 33,7 % de los votos frente al 18,35 % de su compañero de lista, el demócrata cristiano Eduardo Santelices.
| Pacto/Lista            | Pacto/Lista                   | Senadores          | Senadores          | Senadores          | Diputados | Diputados | Diputados |
| Pacto/Lista            | Pacto/Lista                   | Votos              | %                  | Electos            | Votos     | %         | Electos   |
| ---------------------- | ----------------------------- | ------------------ | ------------------ | ------------------ | --------- | --------- | --------- |
| A                      | Fuerza Regional Independiente | No elige senadores | No elige senadores | No elige senadores | 460       | 1,17 %    | 0 de 2    |
| B                      | Concertación Democrática      | No elige senadores | No elige senadores | No elige senadores | 20 552    | 52,06 %   | 1 de 2    |
| C                      | Juntos Podemos Más            | No elige senadores | No elige senadores | No elige senadores | 1343      | 3,40 %    | 0 de 2    |
| D                      | Alianza                       | No elige senadores | No elige senadores | No elige senadores | 17 126    | 43,38 %   | 1 de 2    |
| Total de votos válidos | Total de votos válidos        | No elige senadores | No elige senadores | No elige senadores | 39 481    | 39 481    | 39 481    |

### Región de Magallanes y de la Antártica Chilena
La Región de Magallanes y de la Antártica Chilena corresponde a la XIX Circunscripción y al distrito 60. En esta zona, los independientes de corte regionalista obtuvieron una alta votación. Aunque Miodrag Marinovic no logró superar al diputado UDI Rodrigo Álvarez y a la candidata DC Carolina Goic, Carlos Bianchi sí logró obtener la votación necesaria para convertirse en senador. Bianchi logró desplazar al senador UDI en ejercicio, Sergio Fernández que solo alcanzó un 16,55 % frente a un 27,72 % del magallánico. En la Concertación, el socialista Pedro Muñoz Aburto fue elegido con un 33,31 % frente a un 17,94 % de su compañero de lista, el diputado DC por Pudahuel, Zarko Luksic.
| Pacto/Lista            | Pacto/Lista                   | Senadores | Senadores | Senadores | Diputados | Diputados | Diputados |
| Pacto/Lista            | Pacto/Lista                   | Votos     | %         | Electos   | Votos     | %         | Electos   |
| ---------------------- | ----------------------------- | --------- | --------- | --------- | --------- | --------- | --------- |
| B                      | Concertación Democrática      | 33 791    | 51,25 %   | 1 de 2    | 31 798    | 48,50 %   | 1 de 2    |
| C                      | Juntos Podemos Más            | 1645      | 2,45 %    | 0 de 2    | 2135      | 3,26 %    | 0 de 2    |
| D                      | Alianza                       | 12 251    | 18,58 %   | 0 de 2    | 16 848    | 25,70 %   | 1 de 2    |
|                        | Independientes fuera de pacto | 18 275    | 27,72 %   | 1 de 2    | 14 776    | 22,54 %   | 0 de 2    |
| Total de votos válidos | Total de votos válidos        | 65 932    | 65 932    | 65 932    | 65 557    | 65 557    | 65 557    |

| Resultados de elección senatorial - XIX Circunscripción | Resultados de elección senatorial - XIX Circunscripción | Resultados de elección senatorial - XIX Circunscripción | Resultados de elección senatorial - XIX Circunscripción | Resultados de elección senatorial - XIX Circunscripción | Resultados de elección senatorial - XIX Circunscripción | Resultados de elección senatorial - XIX Circunscripción | Resultados de elección senatorial - XIX Circunscripción | Resultados de elección senatorial - XIX Circunscripción |
| ------------------------------------------------------- | ------------------------------------------------------- | ------------------------------------------------------- | ------------------------------------------------------- | ------------------------------------------------------- | ------------------------------------------------------- | ------------------------------------------------------- | ------------------------------------------------------- | ------------------------------------------------------- |
| B                                                       | Pedro Muñoz Aburto                                      | PS                                                      | 21 960                                                  | 33,31 %                                                 | Zarko Luksic                                            | PDC                                                     | 11 831                                                  | 17,94 %                                                 |
| C                                                       | Fernando Ortiz                                          | PH                                                      | 803                                                     | 1,22 %                                                  | José Foppiano                                           | Ind.                                                    | 812                                                     | 1,23 %                                                  |
| D                                                       | Sergio Fernández                                        | UDI                                                     | 10 910                                                  | 16,55 %                                                 | Eduardo Catalán                                         | Ind.                                                    | 1341                                                    | 2,03 %                                                  |
|                                                         | Carlos Bianchi                                          | Ind.                                                    | 18 275                                                  | 27,72 %                                                 | —                                                       | —                                                       | —                                                       | —                                                       |

### Santiago Poniente

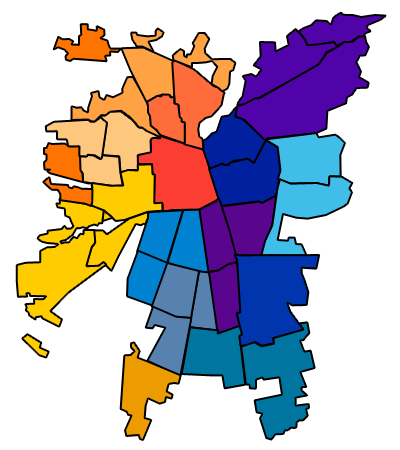
Mapa que muestra la distribución de las comunas de Santiago en función de sus distritos. Los de color cálido pertenecen a Santiago Poniente, y los de tonos fríos pertenecen a Santiago Oriente.

La VII Circunscripción (Santiago Poniente) corresponde a la segunda circunscripción con el mayor número de votantes del país, por lo que es uno de los lugares claves para el desarrollo de la elección. En esta circunscripción se enfrentaron:
- Concertación
  - Guido Girardi (PPD), diputado desde 1993 por Quinta Normal, Lo Prado y Cerro Navia.
  - Andrés Zaldívar (PDC), senador desde 1989 por esta zona, Presidente del Senado entre 1998 y 2004 y precandidato a la Presidencia en 1999.
- Alianza por Chile
  - Jovino Novoa (UDI), senador de la República desde 1997 y presidente de la UDI.
  - Roberto Fantuzzi (Ind-RN), empresario.
- Juntos Podemos Más
  - Gonzalo Rovira (Independiente), exdirigente estudiantil.
  - Eduardo Artés (Ind-PC (AP))

La lucha fue particularmente fuerte tanto dentro de la Concertación como de la Alianza. Zaldívar, un político tradicional, se enfrentó a Girardi, un político más joven y con más llegada a la gente. Durante la definición de las plantillas parlamentarias, la posibilidad de que el diputado Girardi se postulara a senador, y ante la casi imposibilidad de doblar, la Democracia Cristiana habría presionado al pacto PS-PPD para no levantar la candidatura del diputado y así no poner en peligro la candidatura de uno de los íconos del partido católico. Girardi acusó a la DC de realizar "blindajes" a sus candidatos y de realizar maniobras antidemocráticas. Otro tema polémico fue la "bajada" de Ricardo Lagos Weber como candidato a diputado por Maipú. La DC habría protestado debido a que Zaldívar no participaría en igualdad de condiciones ante Girardi, cuya campaña giraría en torno a las figuras del hijo del Presidente Ricardo Lagos y de la candidata Michelle Bachelet, cuando ambos poseían altas cifras de popularidad.
Las primeras encuestas, realizadas desde fines de julio de 2005 mostraron sorpresivos datos en los que se establecería que los dos candidatos de la Concertación doblarían a los representantes de la Alianza por Chile, Jovino Novoa y la diputada RN por Valparaíso e Isla de Pascua, Carmen Ibáñez. Fuentes dentro de la coalición de derecha culparon a la baja votación de Ibáñez (entre un 6 % y un 8 %) que la Concertación tuviese la posibilidad de elegir a los dos senadores de la circunscripción. Así, el Congreso de Renovación Nacional decidió bajar la candidatura de Carmen Ibáñez, el 20 de agosto de 2005, siendo reemplazada por el empresario independiente Roberto Fantuzzi.
Las diversas encuestas entregaban una victoria rotunda para Girardi y una ventaja para Zaldívar que permitiría el doblaje concertacionista. Sin embargo, la votación de Fantuzzi creció con el tiempo, esfumando las posibilidades de doblaje, lo que finalmente sucedería en la elección, siendo elegidos Girardi y Novoa.
A nivel de diputados, la Democracia Cristiana sufrió importantes derrotas electorales a manos del bloque progresista en los distritos de Maipú y Melipilla-Talagante. La Concertación retuvo el doblaje en el distrito 18 (Cerro Navia), el único en esa circunscrpción.
| Pacto/Lista            | Pacto/Lista              | Senadores | Senadores | Senadores | Diputados | Diputados | Diputados |
| Pacto/Lista            | Pacto/Lista              | Votos     | %         | Electos   | Votos     | %         | Electos   |
| ---------------------- | ------------------------ | --------- | --------- | --------- | --------- | --------- | --------- |
| B                      | Concertación Democrática | 726 820   | 58,33 %   | 1 de 2    | 671 479   | 54,12 %   | 9 de 16   |
| C                      | Juntos Podemos Más       | 85 853    | 6,89 %    | 0 de 2    | 118 192   | 9,53 %    | 0 de 16   |
| D                      | Alianza                  | 433 326   | 34,78 %   | 1 de 2    | 451 033   | 36,35 %   | 7 de 16   |
| Total de votos válidos | Total de votos válidos   | 1 245 999 | 1 245 999 | 1 245 999 | 1 240 704 | 1 240 704 | 1 240 704 |

| Resultados de elección senatorial - VII Circunscripción | Resultados de elección senatorial - VII Circunscripción | Resultados de elección senatorial - VII Circunscripción | Resultados de elección senatorial - VII Circunscripción | Resultados de elección senatorial - VII Circunscripción | Resultados de elección senatorial - VII Circunscripción | Resultados de elección senatorial - VII Circunscripción | Resultados de elección senatorial - VII Circunscripción | Resultados de elección senatorial - VII Circunscripción |
| ------------------------------------------------------- | ------------------------------------------------------- | ------------------------------------------------------- | ------------------------------------------------------- | ------------------------------------------------------- | ------------------------------------------------------- | ------------------------------------------------------- | ------------------------------------------------------- | ------------------------------------------------------- |
| B                                                       | Guido Girardi                                           | PPD                                                     | 439 903                                                 | 35,30 %                                                 | Andrés Zaldívar                                         | PDC                                                     | 286 917                                                 | 23,02 %                                                 |
| C                                                       | Eduardo Artés                                           | Ind.                                                    | 48 329                                                  | 3,88 %                                                  | Gonzalo Rovira                                          | Ind.                                                    | 37 524                                                  | 3,01 %                                                  |
| D                                                       | Roberto Fantuzzi                                        | Ind.                                                    | 174 967                                                 | 14,04 %                                                 | Jovino Novoa                                            | UDI                                                     | 258 539                                                 | 20,75 %                                                 |

### Santiago Oriente
La VIII Circunscripción (Santiago Oriente) es la circunscripción con mayor número de votantes y, por lo tanto, una de las más importantes del país. En esta circunscripción se enfrentaron:
- Concertación
  - Soledad Alvear (PDC), ministra de SERNAM, Justicia y Relaciones Exteriores entre 1990 y 2004 y precandidata a la Presidencia en 2005.
  - Gonzalo Martner (PS), expresidente del Partido Socialista.
- Alianza por Chile
  - Pablo Longueira (UDI), diputado entre 1989 y 2001 por San Bernardo, y entre 2002 y 2006 por Conchalí y Renca.
  - Lily Pérez (RN), diputada entre 1998 y 2006 por La Florida
- Juntos Podemos Más
  - Efrén Osorio (PH), presidente del Partido Humanista.
  - Manuel Riesco (PC), economista.

Esta circunscripción ha sido característicamente un lugar de equilibrio entre ambas coaliciones. A principios de año, el senador Alejandro Foxley anunció que no postularía a la reelección, cupo que sería llenado por Soledad Alvear tras bajar su candidatura presidencial. Con el apoyo completo de la Concertación, Alvear fue proclamada como candidata a senadora y se ha especulado que su objetivo es ser elegida con la mayoría nacional. Debido a esto, el diputado PS Carlos Montes depone su candidatura a senador, siendo reemplazado por Gonzalo Martner, expresidente de la colectividad, el cual ha declarado que su candidatura es de mero apoyo a la de Soledad Alvear.
En tanto, la Alianza por Chile enfrentó a dos representantes de sus dos corrientes políticas antagónicas: Pablo Longueira, líder de la UDI y uno de los más férreos representantes del conservadurismo de la Alianza, contra la diputada Lily Pérez, representante de la derecha liberal. El choque entre estas dos corrientes produjo, además, que fuese levantada por RN la campaña presidencial de Sebastián Piñera en desmedro de la de su antiguo candidato, el UDI Joaquín Lavín. Así, este choque ideológico fue considerado tanto en la elección presidencial como en la parlamentaria, ya que al ser imposible un doblaje, uno de los representantes de la Alianza sería derrotado, provocando un importante remezón en la hegemonía de uno sobre otro de los partidos de la Alianza.
Las últimas encuestas auguraban la victoria de Alvear cercana al 50 %, mientras Pérez y Longueira se encontraban en un empate técnico cercano al 15 % cada uno, mientras que Martner tenía una bajísima votación, que impedía el doblaje. Finalmente, Alvear obtuvo la mayoría nacional y Longueira superó por varios puntos a Pérez, siendo elegido senador.
En el caso de los diputados, la Concertación logró doblar en La Florida tal como lo había hecho hasta el año 1997 con Carlos Montes y Gonzalo Duarte. Sin embargo, no logró uno de sus objetivos que era romper el único doblaje de la Alianza, en el distrito 23 (Las Condes, Vitacura y Lo Barnechea) pues Clemente Pérez, el candidato de la DC obtuvo un 24,55 %, siendo superado por el 25,22 % del RN Cristián Monckeberg y el 39,21 % del reelecto UDI Julio Dittborn.
| Pacto/Lista            | Pacto/Lista              | Senadores | Senadores | Senadores | Diputados | Diputados | Diputados |
| Pacto/Lista            | Pacto/Lista              | Votos     | %         | Electos   | Votos     | %         | Electos   |
| ---------------------- | ------------------------ | --------- | --------- | --------- | --------- | --------- | --------- |
| B                      | Concertación Democrática | 657 630   | 49,50 %   | 1 de 2    | 630 896   | 47,86 %   | 8 de 16   |
| C                      | Juntos Podemos Más       | 90 927    | 6,84 %    | 0 de 2    | 117 523   | 8,92 %    | 0 de 16   |
| D                      | Alianza                  | 580 097   | 43,66 %   | 1 de 2    | 569 822   | 43,23 %   | 8 de 16   |
| Total de votos válidos | Total de votos válidos   | 1 328 654 | 1 328 654 | 1 328 654 | 1 318 241 | 1 318 241 | 1 318 241 |

| Resultados de elección senatorial - VIII Circunscripción | Resultados de elección senatorial - VIII Circunscripción | Resultados de elección senatorial - VIII Circunscripción | Resultados de elección senatorial - VIII Circunscripción | Resultados de elección senatorial - VIII Circunscripción | Resultados de elección senatorial - VIII Circunscripción | Resultados de elección senatorial - VIII Circunscripción | Resultados de elección senatorial - VIII Circunscripción | Resultados de elección senatorial - VIII Circunscripción |
| -------------------------------------------------------- | -------------------------------------------------------- | -------------------------------------------------------- | -------------------------------------------------------- | -------------------------------------------------------- | -------------------------------------------------------- | -------------------------------------------------------- | -------------------------------------------------------- | -------------------------------------------------------- |
| B                                                        | Soledad Alvear                                           | PDC                                                      | 582 117                                                  | 43,81 %                                                  | Gonzalo Martner                                          | PS                                                       | 75 513                                                   | 5,68 %                                                   |
| C                                                        | Efrén Osorio                                             | PH                                                       | 30 338                                                   | 2,28 %                                                   | Manuel Riesco                                            | PC                                                       | 60 589                                                   | 4,56 %                                                   |
| D                                                        | Pablo Longueira                                          | UDI                                                      | 318 434                                                  | 23,97 %                                                  | Lily Pérez                                               | RN                                                       | 261 663                                                  | 19,69 %                                                  |